# Milova
Milova (románul: Milova) falu Romániában, a Partiumban, Arad megyében.

## Fekvése
Lippától keletre, a Maros jobb partján fekvő település.

## Története
A falut 1440-ben, majd 1477-ben említette először oklevél Alsomylowa, Felsewmylova néven mint Solymosvár tartozékait.
1808-ban Milova cup (cupri fodina = rézbánya) néven említették. „1851-ben Fényes Elek írta a településről: Arad vármegyében, Solymos helység határán, 585 többnyire óhitü lakossal, s templommal. Az itt volt rézbányák 1819-ben megszüntettetvén, Milova bányász-telep jelenleg csak kézmüvesekből és napszámosokból áll. Lakosai közül többen köszörüköveket készítnek.”
1910-ben 626 lakosából 542 fő román, 47 magyar, 34 német volt. A népességből 531 görögkeleti ortodox, 83 fő római katolikus, 8 izraelita volt.
A trianoni békeszerződés előtt Arad vármegye Máriaradnai járásához tartozott.
A 2002-es népszámláláskor 520 lakosa közül 510 fő (98,1%) román, 10 fő (1,9%) ismeretlen nemzetiségű volt.

## Nevezetességei
- A falutól északra, a Miloviţa folyó partján található az 1800 körül megnyitott bánya romja, amely a romániai műemlékek jegyzékében az AR-II-m-B-00629 sorszámon szerepel.[2]